# Mörk kranslav
Mörk kranslav (Phaeophyscia sciastra) är en lavart som först beskrevs av Erik Acharius, och fick sitt nu gällande namn av Moberg. Mörk kranslav ingår i släktet Phaeophyscia och familjen Physciaceae.  Arten är reproducerande i Sverige. Inga underarter finns listade i Catalogue of Life.

## Bildgalleri

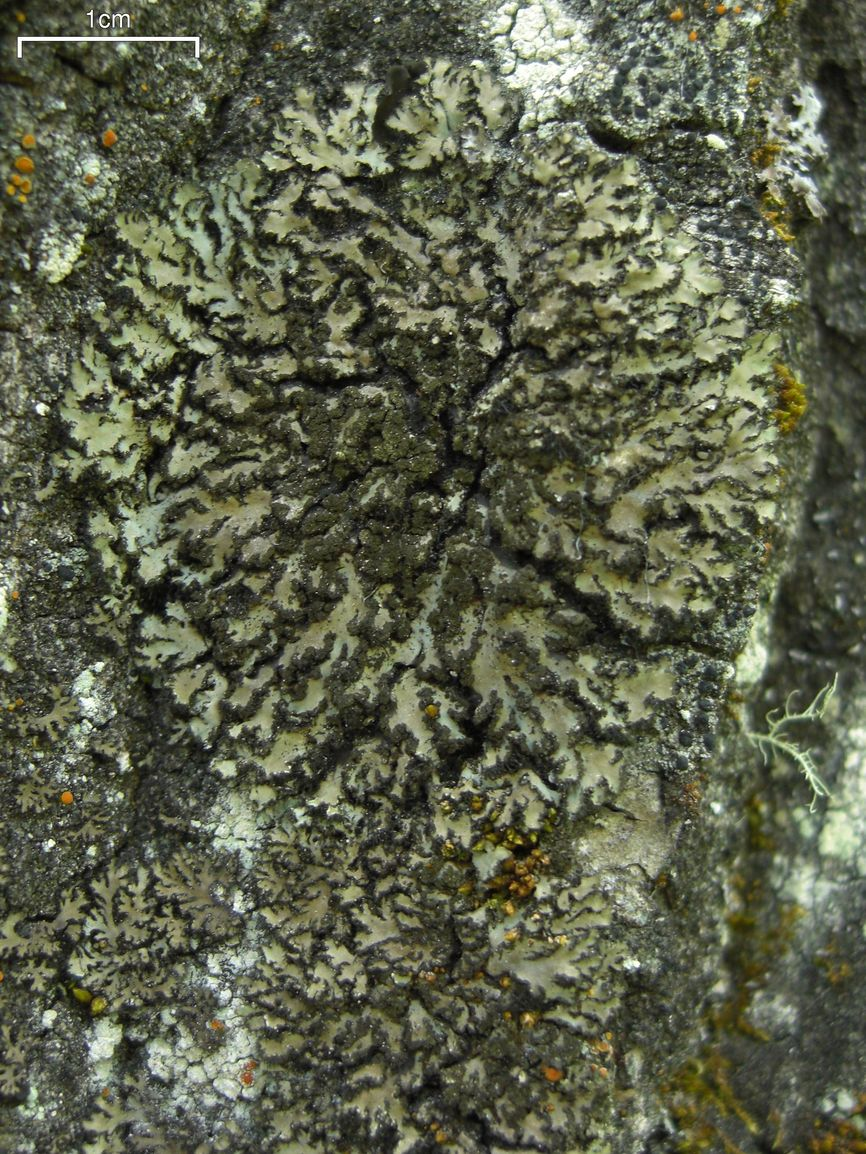
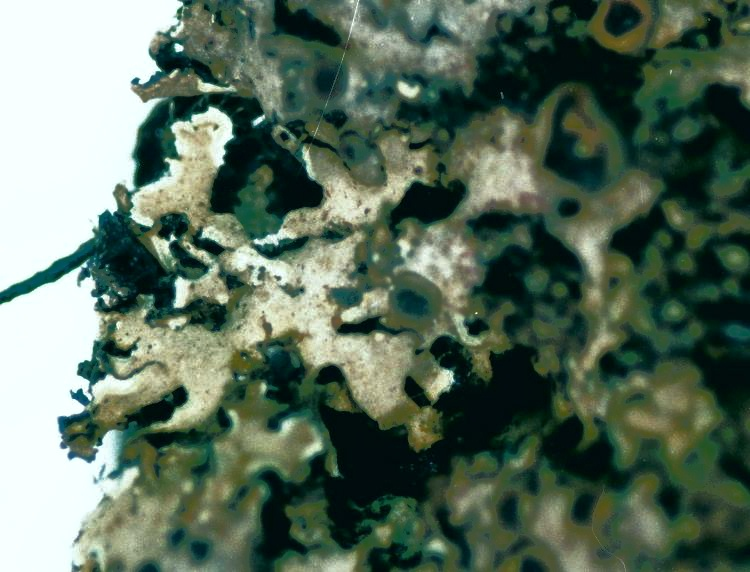
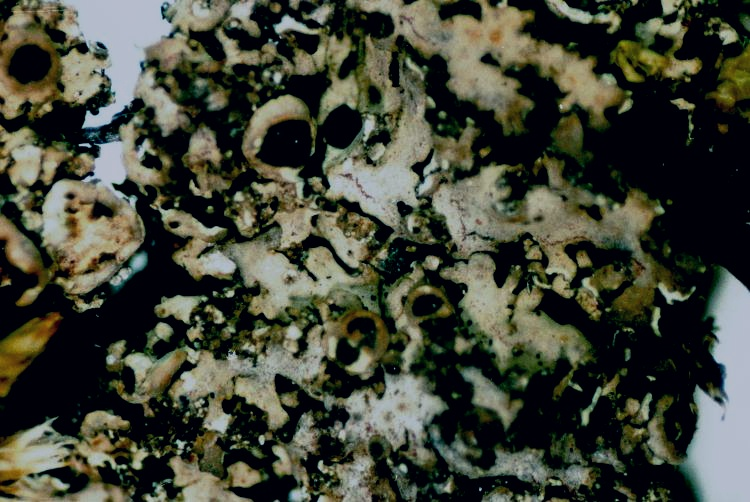
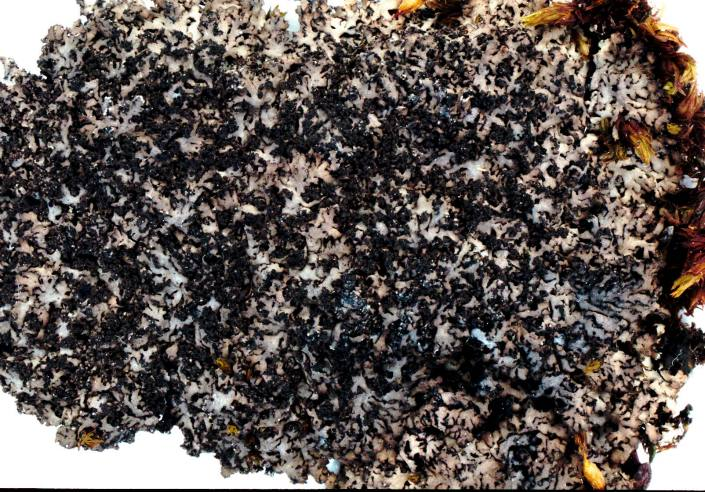
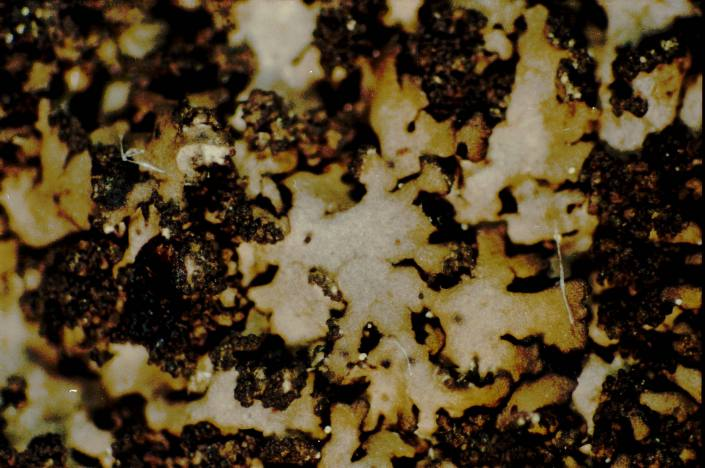
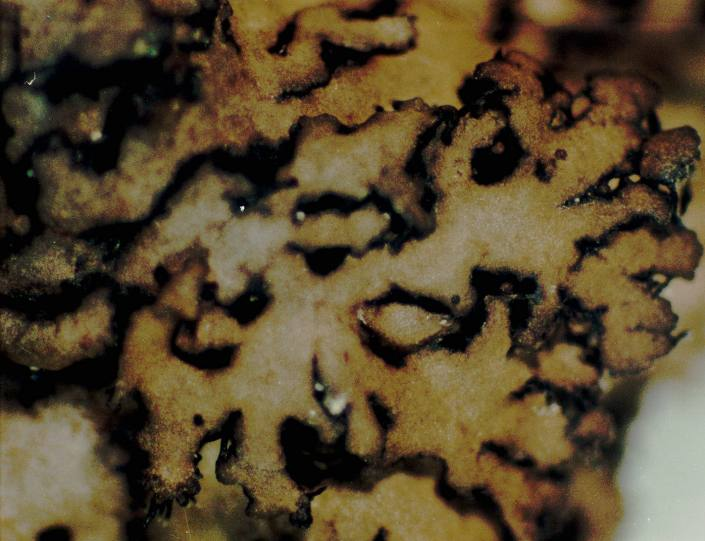
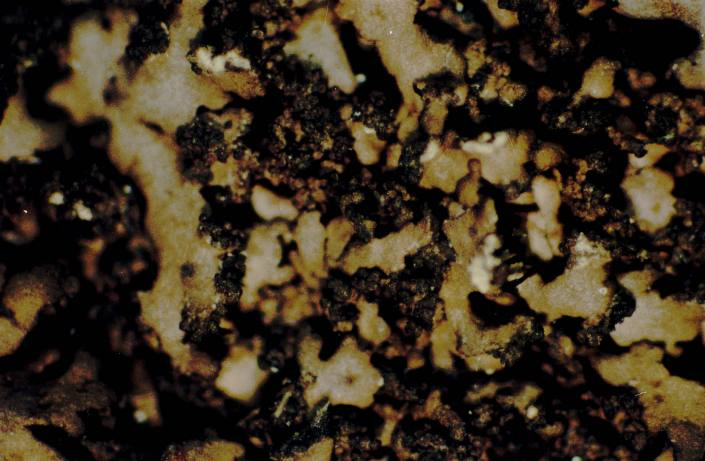
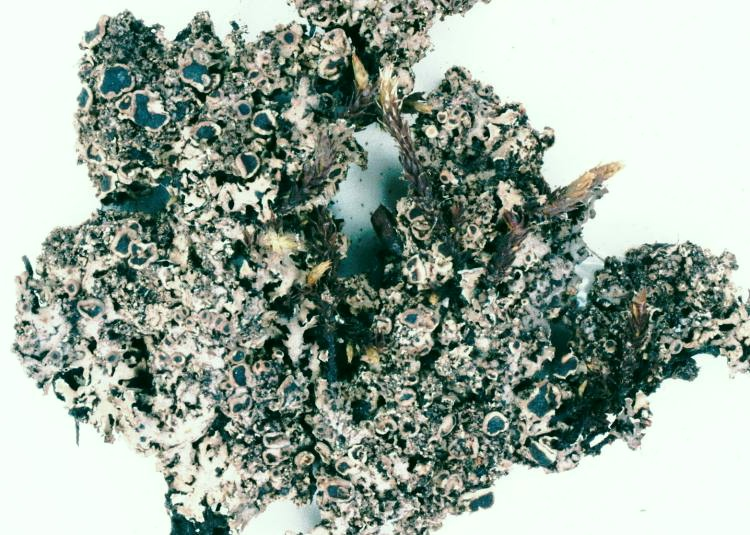
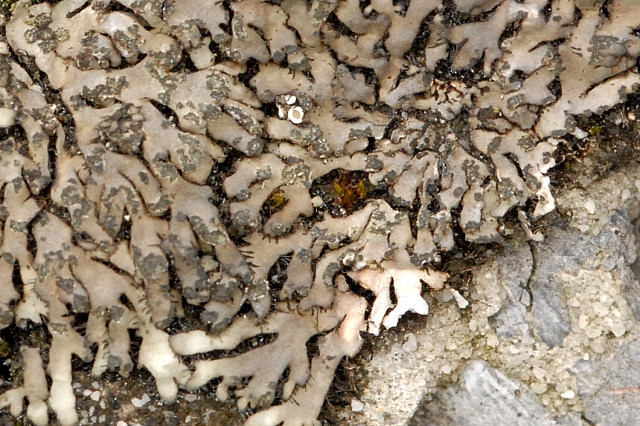
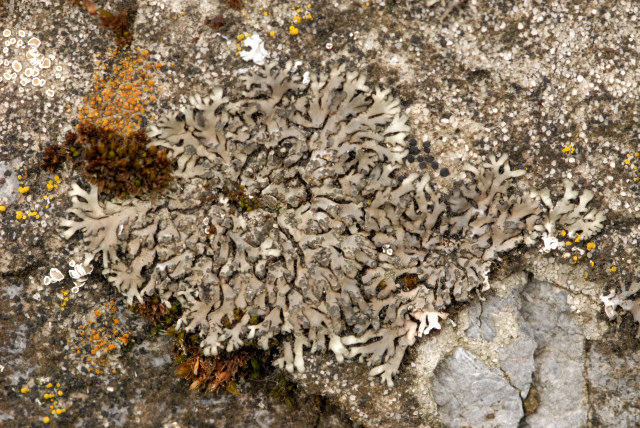